# Simulium xiaodaoense
Simulium xiaodaoense es una especie de insecto del género Simulium, familia Simuliidae, orden Diptera.

## Distribución
Se distribuye por China.

## Taxonomía
Fue descrita científicamente por Liu, Shi & An, 2004. Fue publicada en A new species of subgenus Simulium (Tetisimulium) (Diptera: Simuliidae) from Quinghai, China. 26: 197-199.